# Saint-Simon (Aisne)
Saint-Simon és un municipi francès situat al departament de l'Aisne i a la regió dels Alts de França. L'any 2007 tenia 636 habitants.

## Demografia

### Població
El 2007 la població de fet de Saint-Simon era de 636 persones. Hi havia 222 famílies de les quals 48 eren unipersonals (24 homes vivint sols i 24 dones vivint soles), 63 parelles sense fills, 91 parelles amb fills i 20 famílies monoparentals amb fills.
La població ha evolucionat segons el següent gràfic:
Habitants censats

### Habitatges
El 2007 hi havia 244 habitatges, 228 eren l'habitatge principal de la família, 3 eren segones residències i 13 estaven desocupats. 228 eren cases i 15 eren apartaments. Dels 228 habitatges principals, 174 estaven ocupats pels seus propietaris, 39 estaven llogats i ocupats pels llogaters i 15 estaven cedits a títol gratuït; 1 tenia una cambra, 6 en tenien dues, 29 en tenien tres, 52 en tenien quatre i 140 en tenien cinc o més. 203 habitatges disposaven pel capbaix d'una plaça de pàrquing. A 80 habitatges hi havia un automòbil i a 118 n'hi havia dos o més.

### Piràmide de població
La piràmide de població per edats i sexe el 2009 era:
| Homes | Edats   | Dones |
| ----- | ------- | ----- |
| 0     | 95 o +  | 0     |
| 0     | 90 a 94 | 0     |
| 0     | 85 a 89 | 4     |
| 0     | 80 a 84 | 4     |
| 4     | 75 a 79 | 4     |
| 12    | 70 a 74 | 16    |
| 16    | 65 a 69 | 28    |
| 16    | 60 a 64 | 4     |
| 4     | 55 a 59 | 8     |
| 28    | 50 a 54 | 36    |
| 40    | 45 a 49 | 32    |
| 24    | 40 a 44 | 12    |
| 36    | 35 a 39 | 32    |
| 12    | 30 a 34 | 12    |
| 24    | 25 a 29 | 16    |
| 12    | 20 a 24 | 20    |
| 36    | 15 a 19 | 16    |
| 28    | 10 a 14 | 44    |
| 16    | 5 a 9   | 12    |
| 12    | 0 a 4   | 32    |

## Economia
El 2007 la població en edat de treballar era de 425 persones, 289 eren actives i 136 eren inactives. De les 289 persones actives 253 estaven ocupades (143 homes i 110 dones) i 37 estaven aturades (18 homes i 19 dones). De les 136 persones inactives 37 estaven jubilades, 52 estaven estudiant i 47 estaven classificades com a «altres inactius».

### Ingressos
El 2009 a Saint-Simon hi havia 224 unitats fiscals que integraven 594 persones, la mediana anual d'ingressos fiscals per persona era de 17.406 €.

### Activitats econòmiques
Dels 17 establiments que hi havia el 2007, 1 era d'una empresa alimentària, 1 d'una empresa de construcció, 3 d'empreses de comerç i reparació d'automòbils, 3 d'empreses de transport, 1 d'una empresa d'hostatgeria i restauració, 3 d'empreses de serveis, 2 d'entitats de l'administració pública i 3 d'empreses classificades com a «altres activitats de serveis».
Dels 8 establiments de servei als particulars que hi havia el 2009, 1 era una oficina d'administració d'Hisenda pública, 1 gendarmeria, 1 oficina de correu, 1 taller de reparació d'automòbils i de material agrícola, 1 lampisteria, 2 perruqueries i 1 saló de bellesa.
Dels 2 establiments comercials que hi havia el 2009, 1 era una botiga de menys de 120 m² i 1 una joieria.
L'any 2000 a Saint-Simon hi havia 3 explotacions agrícoles que ocupaven un total de 363 hectàrees.

## Equipaments sanitaris i escolars
El 2009 hi havia una escola elemental integrada dins d'un grup escolar amb les comunes properes formant una escola dispersa.

## Poblacions més properes
El següent diagrama mostra les poblacions més properes.